# Tiffanie (Katzenrasse)
Die  Tiffanie ist die Halbhaarvariante der Asian, welche nur  vom Governing Council of the Cat Fancy anerkannt wird.

## Geschichte
Die ersten Tiere dieser Rasse stammen aus Würfen reinrassiger Burma-Katzen (Burmesen) mit zobelfarbenem (sable) Fell aus den Vereinigten Staaten. Durch das Einkreuzen mit Burmesen konnten in Großbritannien alle Farbschläge der Burma-Katze sowie ein mittellanges Fell erzielt werden. Die CFA listet diese Rasse zurzeit noch nicht.

## Aussehen
Die Tiere dieser Rasse haben bei der Geburt ein helles, milchkaffeebraunes Fell, welches sich später ins Braune umfärbt. Der mittelgroße Körper ist sehr kräftig. Diese Tiere haben einen schweren Knochenbau. Der Kopf ist sanft abgerundet mit einer kurzen, breiten Schnauze und kräftigem Kinn. Die Augen stehen weit auseinander. Die mittelgroßen nach vorn gerichteten Ohren sind mit einem breiten Ansatz und einer abgerundeten Spitze versehen. Der Rücken ist gerade, die Brust ist rundlich. Die Beine sind schlank, die Pfoten oval. Der Schwanz hat keinen sichtbaren Ansatz und ist am Ende sehr buschig und breit gefächert. Das Fell ist mittellang und sehr fein. Um den Hals tragen sie eine Krause mit längerem Haar. Die Augenfarbe der Tiffanie ist in den Varianten gelb oder grün vertreten.

### Farbschläge
In den Vereinigten Staaten ist nur der sandfarbene Farbschlag erlaubt. In Großbritannien sind alle Färbungen der Burmesen und der Malayan erlaubt.

## Gesundheit
Als schwere Fehler gelten Tiere dieser Rasse mit Hypokaliämie.